# Chartoscirta cocksii
Chartoscirta cocksii, auch Dickfühler-Springwanze genannt, gehört zur Familie der Ufer- oder Springwanzen (Saldidae) innerhalb der Ordnung der Wanzen (Heteroptera). Sie ist in ihrer Lebensweise eng an nasse Lebensräume gebunden (hygrophil). 

## Verbreitung und Lebensräume
Die Wanzen dieser Art besiedeln mit Ausnahme des äußersten Nordens ganz Europa. Sie kommen nach Osten bis Russland und den Kaukasus vor. Die Insekten leben bodennah an feuchten bis nassen Standorten zwischen Torfmoosen (Sphagnum) und Sauergräsern (Cyperaceae) in Feuchtwiesen, Mooren, Röhrichten, Verlandungsgürteln und Binnenlandsalzstellen. 

## Merkmale und Lebensweise
Die Tiere erreichen Körperlängen zwischen 3,0 und 4,1 Millimeter. Sie sind im Umriss oval mit deutlich abgesetztem Kopf. Die Facettenaugen sind groß und nierenförmig. Die Punktaugen (Ocelli) berühren einander fast. Der Halsschild (Pronotum) ist nach vorne stark verengt. Die Schwielen auf dem Pronotum bilden einen Querwulst, welcher vorne und hinten durch eine mit Punkten besetzte Furche begrenzt wird. Chartocirta cocksii ist dicht und abstehend schwarz behaart. Das erste und zweite Fühlerglied sind gelblich. Das erste Glied ist an der Basis, das zweite an der Spitze dunkel. Die beiden Endglieder sind deutlich dicker als das Zweite. Der Außenrand des Coriums der Halbdecken (Hemielytren) ist hell gefärbt. Die Vorderflügel sind meist etwas verkürzt (submakropter) – im Gegensatz zu Chartocirta cincta, welche immer langflügelige (makroptere) Individuen bildet. 
Die Wanzen ernähren sich räuberisch von kleineren Insekten und anderen Gliederfüßern, zuweilen saugen sie zusätzlich an totem Tiermaterial. Die Überwinterung erfolgt im Erwachsenenstadium. Es wird wahrscheinlich nur eine Generation im Jahr gebildet. Die Eiablageperiode ist ausgedehnt, so dass sich von Mai bis Oktober Larven finden.